# Creeper (Comicreihe)
Die Comicreihe Creeper (dt. „Schleicher, Unfugtreiber“) ist der Titel einer Reihe von Comicveröffentlichungen, die der US-amerikanische Verlag DC-Comics seit 1968 herausgibt.
Genremäßig sind die Creeper-Comics, die von den Abenteuern und gutartigen Untaten eines gleichnamigen, schelmischen, gelbhäutigen, trollartigen Wesens, das auf den Namen „The Creeper“ hört, eine Mischung aus den Bereichen Humor-, Action-, Horror- und Superheldencomic. Im deutschen Sprachraum war die Figur lange Jahre lang als Tarzino bekannt.

## Veröffentlichungsdaten
Die Figur des Creepers, sowie die Handlungsprämisse der Creeper-Geschichten gehen auf den Amerikaner Steve Ditko zurück, der vor allem als Mit-Schöpfer von Stan Lees Superhelden-Charakter Spider-Man bekannt wurde.
Die ersten Creeper-Geschichte druckte DC in der Ausgabe #73 der Anthologie-Reihe Showcase ab, in der von Monat zu Monat andere „Features“ in den Mittelpunkt gerückt wurden. Nachdem dieses Heft zufriedenstellende Verkaufszahlen erreicht hatte, wurde die Figur in den späten 1960er Jahren in einer eigenen epoynmen Reihe namens Beware The Creeper vermarktet, deren erste Ausgabe im Mai–Juni 1968 veröffentlicht wurde. Die Serie erreichte schließlich nur sechs Ausgaben, bevor sie Ende 1969 eingestellt wurde.
In den frühen 1970er Jahren wurde der Figur eine Ausgabe der Serie First Issue Special gewidmet, gefolgt von Abenteuern in Adventure Comics #445–447 (1976) und World’s Finest Comics #249-55 (1978–79) und in den 1980er Jahren wurden einige Jahre lang Creeper-Geschichten als Backup-Stories im hinteren Teil der Serie The Flash (#318–323) veröffentlicht.
Mitte der 1990er Jahre folgte eine von Jason Hall verfasste, von Cliff Chiang gezeichnete und auf ein erwachsenes Publikum zugeschnittene Reihe von Geschichten um einen weiblichen Creeper, die bei DCs „Adult readers“-Label Vertigo erschien. Von 1997 bis 1998 kam eine wiederum kurz als The Creeper betitelte Serie um den Creeper auf den Markt die 12 Ausgaben erreichte und von Len Kaminski getextet wurde.
2006 folgte eine sechsteilige Miniserie von Steve Niles und Justiniano.

## Handlung
Der Titelheld von Creeper ist der ehemalige Nachrichtenkommentator und Talkshow-Host Jack Ryder, der wegen seiner direkten, groben Art von keiner Fernsehstation beschäftigt wird und gezwungen ist, als Nachtwächter bei einer dieser Sendeanstalten seinen Lebensunterhalt zu verdienen.
In diesem Zusammenhang trifft Ryder den Professor Vincent Yatz, einen Flüchtling aus der Sowjetunion, der ihm ein Serum überlässt, das ihn in eine gelbhäutige, grünhaarige, kreischend-wild lachende, hyperaktive, „durchgeknallte“ Kreatur verwandelt. Als Creeper – wie Ryder sich in diesem Zustand nennt – verfügt er über übermenschliche Stärke, Ausdauer, Heilungskräfte, Akrobatik und Agilität. Fortan kann Ryder kraft seines Willens zwischen seinen beiden Persönlichkeiten – dem normalen, wenn auch etwas verschrobenen Jack Ryder und dem „durchgeknallten“ Creeper – hin- und herwechseln, je nachdem was die Lage gerade erfordert. Um seine journalistische Karriere wieder in Gang zu bringen, inszeniert Ryder fortan als Creeper allerlei fragwürdige Zwischenfälle – und tut zwischendurch auch immer wieder einmal etwas Gutes – wovon Ryder dann exklusiv berichtet.

## Adaptionen
Der Creeper trat in den 1990er Jahren als Hauptfigur von „Beware the Creeper“, einer Episode der Batman-Zeichentrickserie The New Batman Adventures, auf (US-Synchronstimme: Jeff Bennett). Basierend auf diesem Fernsehauftritt produzierte der Spielzeughersteller Hasbro – ebenfalls in den 1990er Jahren – eine Creeper-Actionfigur. Der 1996 bei Amalgam Comics veröffentlichte One-Shot Generation Hex beinhaltet eine Figur, den Nightcreeper, der eine Mischung aus dem Creeper und der im Besitz von Marvel Comics befindlichen Figur des Nightcrawlers darstellt.